# PSR B1913+16

PSR B1913+16の公転減衰。放物線は、一般相対線理論から予測される公転周期の変化で、赤い点は観測値

PSR B1913+16は、別の中性子星と共通の重心を回る連星系を形成するパルサー（連星パルサー）である。1974年、マサチューセッツ大学アマースト校のラッセル・ハルスとジョゼフ・テイラーが発見した。彼らの分析により、一般相対性理論に従い、この連星系は重力波を放出してエネルギーを失っていることが強く示唆され、彼らは1993年のノーベル物理学賞を受賞した。発見者にちなんで、「ハルス-テイラーの連星パルサー」とも呼ばれる。

## 発見
アレシボ天文台の305mのアンテナを用い、ハルスとテイラーはパルス状の電波の放射を検出し、その源が高速で自転し、強く磁化した中性子星のパルサーであることを突き止めた。この中性子星は、自転軸の周りを1秒間に17回転しており、パルス周期は59ミリ秒であった。
パルス波を何度か受信したハルスとテイラーは、その到達タイミングに周期的な変動があることに気付いた。ある時はパルスは期待される時刻よりもわずかに早く届き、ある時は遅く届いた。これらの変動は、7.75時間の周期で滑らかに繰り返し変化しており、彼らは、パルサーが別の恒星と連星系を作っていると仮定するとこのような振る舞いを予測できることを示した。

## 連星系
このパルサーと伴星（中性子星）は、どちらも共通重心の周りの楕円軌道を公転している。軌道周期は7.75時間で、2つの中性子星はほぼ同じ大きさ（直径20km）と質量（太陽質量の約1.4倍）と推定されている。
近点での公転速度は450 km/s、遠点での公転速度は110 km/s である。伴星の質量は、1.387M☉である。
軌道は、近星点で約1.1R☉、遠星点で約4.5R☉である。PSR B1913+16の場合、軌道傾斜角は約45°である。近点の向きは、軌道の方向に1年当たり約4.2°ずれる。1975年1月には、遠点の軸が地球から見て垂直の方向にあった。
この連星系が発見されて以来、軌道は減衰しており、これは、アルベルト・アインシュタインの一般相対性理論が予測する重力波のために起こるエネルギーの損失と正確に一致する。現在連星系から放出されている重力波の合計の仕事率は、7.35×1024Wと計算されている。これは太陽の光の放射電力の1.9%に相当する。
重力波放出による比較的大きなエネルギー損失のため、軌道周期の減少速度は、1年当たり76.5マイクロ秒、軌道長半径の減少率は、1年当たり3.5mとなり、寿命は3億年程度と計算されている。
2004年、テイラーとジョエル・ワイスバーグは、新しい実験データの分析を公表した。その結果、観測値と予測値との差は0.2%で、これは太陽から銀河中心までの距離、パルサーの固有運動、地球からパルサーまでの距離を含む銀河定数の不確かさによるとした。最初の二つの量は努力により改善がなされているが、パルサーまでの距離の改善は難しいまま残されている。また彼らは、系の歳差がパルスの形を変える事実を利用してパルサーの二次元のビーム構造を測定し、ビームの形は、中央付近で緯度方向に伸び、経度方向に圧縮されており、全体的に8の字型をしていることを明らかにした。

## フィクション
SF作家のアーサー・C・クラークは、テレビシリーズ『アーサー・C・クラークのミステリアスワールド』の中で、このパルサーがベツレヘムの星であるとした。その第12話の終わりは、「私たちがキリストの時代の前触れを告げた星の死にゆく声を聞けたとしたら、なんとロマンチックなことだろう」と結ばれた。